# 富士見市ベビーシッター事件
富士見市ベビーシッター事件（ふじみしベビーシッターじけん）とは、埼玉県富士見市で2014年3月に発覚した、自称保育士の男Aが預かっていた子供を虐待していたとされる事件。

## 概要
2014年3月初旬、男Aと女性Bがインターネットやメールを通じてやりとりを開始した。Aはこの時、「山本」と偽名を名乗り、子供のいる女性を装っていた。このやりとりを介して3月14日19時頃、横浜市磯子区の新杉田駅でBは以前シッターとして利用し顔見知りだった男性Cに長男のDと次男Eを預けた。同日20時頃、横浜駅でCはAにD、Eを引き渡した。
3月15日、子供達D、Eの様子がメールで母親Bに届けられた。3月16日午後以降、連絡が取れなくなったため、Bは神奈川県磯子警察署に届け出た。3月17日午前8時頃、埼玉県富士見市のマンションで神奈川県警の捜査員がAを発見。同日8時15分頃、捜査員がマンション3階のA宅でDの遺体を発見し、Eは低体温症になっていたが保護した。捜査員がマンションの部屋に入る際、「家の中に入られたら困る。話もしたくない」とAは捜査員の入室をかたくなに拒否したという。同日8時45分頃、捜査員が119番通報。同日、県警はAを任意同行、いったん横浜市磯子区の実家に帰した。そして3月18日に再び任意同行し、遺体を放置したとして死体遺棄の疑いで自称保育士、ベビーシッターのAを逮捕した。
3月18日の司法解剖の結果、Dの死因は窒息死であった。Dの遺体には複数のあざがあった。死亡日は3月16日頃と推定され、Aは「遺体を放置するつもりはなかった」と容疑を否認し、「16日昼に薬を飲んで寝てしまい、17日に目覚めると亡くなっていた」「寝る前までは食事を与えるなど世話をしていた」と供述している。またBによると以前DをAに預けた際、顔を腫らし背中にあざを作って帰宅したという。なお、Aが「山本」と名乗っていたためと、Cが代理で迎えに来たため、Bは依頼相手がAである事を知らなかったという。
低体温症で入院したEに対する保護責任者遺棄致傷罪容疑で2014年4月7日にAが逮捕された。ただしDの遺体を放置したとする死体遺棄容疑は処分保留のままとした。4月28日に保護責任者遺棄致傷罪により、Aが起訴された。その後、預かった児童を衣服の全部か一部を着用しない状態でデジタルカメラで撮影保存した行為を児童ポルノを製造したとして児童買春・児童ポルノ禁止法違反容疑でAが3回（4月28日・5月20日・6月10日）逮捕されている。
司法解剖及びマンションの防犯カメラの解析などから、Dに対する殺人容疑で7月1日にAが逮捕された。7月17日から鑑定留置が行われ、10月24日に殺人罪で起訴された。2015年3月31日に死体遺棄罪は不起訴処分となった。訴因変更でわいせつ目的誘拐罪が追加されている。

## 裁判

### 第一審
2016年、横浜地方裁判所で裁判員裁判が開かれ、弁護側は、目を離した隙にDが風呂で溺れた事故だったとして「殺害する動機は全くなく、業務上過失致死傷罪にとどまる」と主張。検察側は無期懲役を求刑した。
7月20日、横浜地裁（片山隆夫裁判長）は、懲役26年を言い渡した。司法解剖した医師の証言などから「体重100キロ超の被告が、強固な殺意をもって鼻や口を少なくとも3～5分間、手でふさいだ悪質な犯行」と認定。「殺人の動機は不明だが、わいせつな行為をしており、強い非難に値する」と述べた。

### 第二審
2018年1月30日、 控訴審判決公判が東京高等裁判所（大熊一之裁判長）で開かれ、東京高裁は懲役26年とした横浜地裁判決を支持し、弁護側と検察側双方の控訴を棄却した。
大熊一之裁判長は医師の証言などから殺人罪の成立を認定。「一審判決は犯情の重さの評価に足りない面があった」とする一方、「無期懲役以上でなければ不合理とまではいえない」と述べ、一審判決が軽すぎるとした検察側の主張を退けた。

### 最高裁
2018年9月10日、最高裁判所第2小法廷（三浦守裁判長）は、上告を棄却。懲役26年の判決が確定した。

## 被疑者に関して
Aは中学卒業後、料理関係の専門学校を出て派遣や配送などの職を転々とした後、2012年3月からパートの保育補助員として週3回ほど横浜市緑区の保育所で働いていた。園長によるとそれ以前に保育所での勤務経験は無く、2013年春頃からシッターを始め、以降は週1回保育所に勤務した。園長によるとAは子供の世話が大好きで園児からも慕われていたとされるが、一方で子供のしつけに関しては慣れていない面などもあり「未熟」と感じたという。
Aは神奈川県警察に職業を保育士と説明しているが、園長やAの母親によると保育士の資格は持っていないという。A自身の保育サービスを宣伝するホームページでは「保育士として勤務年数が7年になります」などと自己紹介していたため、経歴詐称の疑いもある。保育士の詐称は児童福祉法第62条により30万円以下の罰金刑が規定されている。
ベビーシッターに関してAはシッター仲介サイトに複数の偽名を使って登録したが、利用者から苦情が相次いでいた。このため仲介サイト運営会社ではAがサイトを使えないようにしたが、その後も確認できただけで5つのハンドルネームを使って登録していた。このため、仲介会社は確認し次第、利用停止にしていた。

## 関連事件
Aは別に預かっていた男児Fに関しても業務上過失傷害の疑いが持たれている。Fは今回の事件が起こった同じ部屋で2014年1月22日に背中や腰、両脚などに火傷を負い、救急搬送されている。この時119番通報したのはA自身で、埼玉県警の事情聴取に対して「男児が遊んでいる最中に電気ポットのコードに自分で足を引っ掛け、お湯をかぶった」と説明した。実況見分では台所にポットがあり、床が濡れている事が確認され、説明と部屋の状況に矛盾は無かったとされる。

## その他
事件後、厚生労働省はベビーシッター仲介サイトに都道府県などに事前に届け出た保育者しか仲介サイトに登録できないようにし、届け出時や登録時に身分証明書提出を求めることなどして、ベビーシッターの身元確認の厳格化を求める方針について検討を始めている。